# Санта-Роса-де-Осос
Са́нта-Ро́са-де-О́сос (ісп. Santa Rosa de Osos) — місто на північному заході Колумбії, на західному схилі Центральної Кордильєри, в департаменті Антіокія.
Населення — 35000 осіб (2010); 18,0 тис. в 1969.
Торговельний центр сільськогосподарського району (кава, тваринництво). Переробка сировини. Поблизу міста — розробки золота та срібла.